# Goryle we mgle
Goryle we mgle (ang. Gorillas in the Mist: The Story of Dian Fossey) – amerykański dramat biograficzny z 1988 roku w reżyserii Michaela Apteda, zrealizowany na terenie Parku Narodowego Wulkanów w Ruandzie oraz w Toronto, Kenii i Shepperton. Film powstał na podstawie pamiętników Dian Fossey, amerykańskiej prymatolog.
Obraz otrzymał pięć nominacji do Oscara w tym dla Sigourney Weaver i kompozytora Maurice’a Jarre’a. Ponadto obydwoje nagrodzeni zostali Złotym Globem.

## Fabuła
Historia życia i tragicznej śmierci Dian Fossey, która przez lata pracowała i ochraniała goryle górskie najpierw w Kongo następnie w Rwandzie, znacząco zmniejszyła kłusownictwo na tym terenie, przez co zyskała wielu wrogów. Znaleziono ją martwą w swoim domu 26 grudnia 1985 roku.

## Obsada
- Sigourney Weaver jako Dian Fossey
- Bryan Brown jako Bob Campbell
- Julie Harris jako Roz Carr
- John Omirah jako Miluwi Sembagare
- Iain Cuthbertson jako Louis Leakey
- Constantin Alexandrov jako Van Vecten
- Waigwa Wachira jako Mukara
- Iain Glen jako Brendan Hello
- David Lansbury jako Larry
- Maggie O’Neill jako Kim

i inni